# Cornanèl
Cornanèl (en francès Cournanel) és un municipi del departament de l'Aude, a la regió d'Occitània. L'1 de gener del 2022 tenia 664 habitants.